# Billy Butler (Gitarrist)

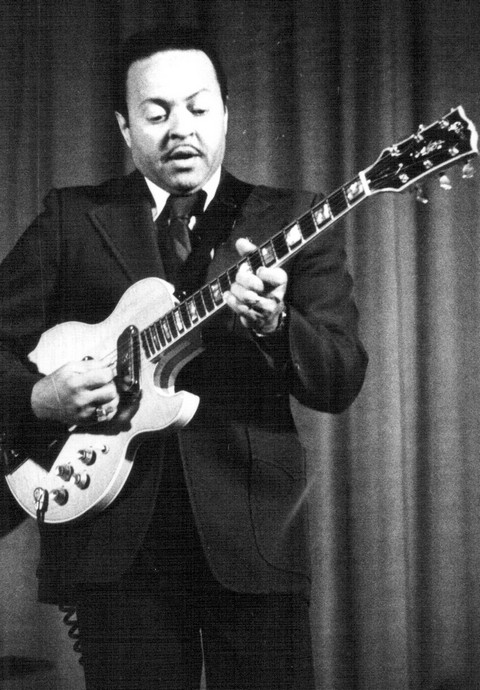
Billy Butler (1977)

William „Billy“ Butler (* 15. Dezember 1925 in Philadelphia, Pennsylvania; † 20. März 1991 in Teaneck, New Jersey) war ein US-amerikanischer Gitarrist des Rhythm and Blues und des Soul Jazz.  

## Leben und Wirken

Bill Doggett - Honky Tonk Part 1

Billy Butler begann seine Karriere 1947 in der Begleitband einer Vokalgruppe, The Harlemaires, danach leitete er von 1949 bis 1952 eigene Formationen. In den 1950er Jahren arbeitete er bei Harry „Doc“ Bagby (1953) und bei Bill Doggett (1954–1961), mit dem er zusammen 1956 dessen größten R&B-Hit komponierte, „Honky Tonk“.
In den 1960er Jahren war er als Studiomusiker u. a. für King Curtis (1961/62), Dinah Washington, Panama Francis (1963), Johnny Hodges (1965), Jimmy Smith (1966) und David „Fathead“ Newman (1968) tätig. Von 1968 bis 1970 nahm Butler auch eine Reihe von Alben für Prestige Records auf. In dieser Zeit spielte er in Broadway-Showbands und 1969/71 bei Houston Person. 1972 wirkte er bei Chuck Raineys Debütalbum mit; ab 1976 tourte er häufig durch Europa.
Im Laufe seiner Karriere wirkte Butler auch bei Aufnahmen von Al Casey, Gene Ammons, Eddie Lockjaw Davis, Frank Foster, Herbie Hancock, Groove Holmes, Freddie Hubbard, Illinois Jacquet, Roland Kirk, Dave Pike, Sammy Price, Jimmy Scott und Sonny Stitt mit.

## Diskographie
- Guitar Soul! (1969)
- This Is Billy Butler (1969)
- Yesterday, Today and Tomorrow (1970)
- Listen Now! (1970)
- Billy Butler Plays Via Galactica (1973)
- Guitar Odyssey (1974)
- Don't Be That Way (1976)